# Làser d'electrons lliures
El làser d'electrons lliures, de l'anglès Free Electron Laser (FEL), és un tipus de làser que es basa en l'emissió de radiació per part d'un feix d'electrons relativistes (electrons amb una velocitat propera a la de la llum). El sistema consta bàsicament de tres processos: l'acceleració dels electrons mitjançant un accelerador de partícules, l'emissió de radiació sincrotró per part d'aquests electrons sota la influència d'un camp magnètic i l'amplificació de la radiació per tal d'aconseguir radiació coherent (també anomenada emissió estimulada), principal característica de la llum de qualsevol làser. El primer làser d'electrons lliures va ser posat en funcionament l'any 1977 a la universitat Stanford sota la direcció de John Madey, tot i que estudis anteriors sobre la viabilitat i aplicacions de la radiació emesa per electrons relativistes ja havien estat estudiats per Hans Motz i els seus col·laboradors.

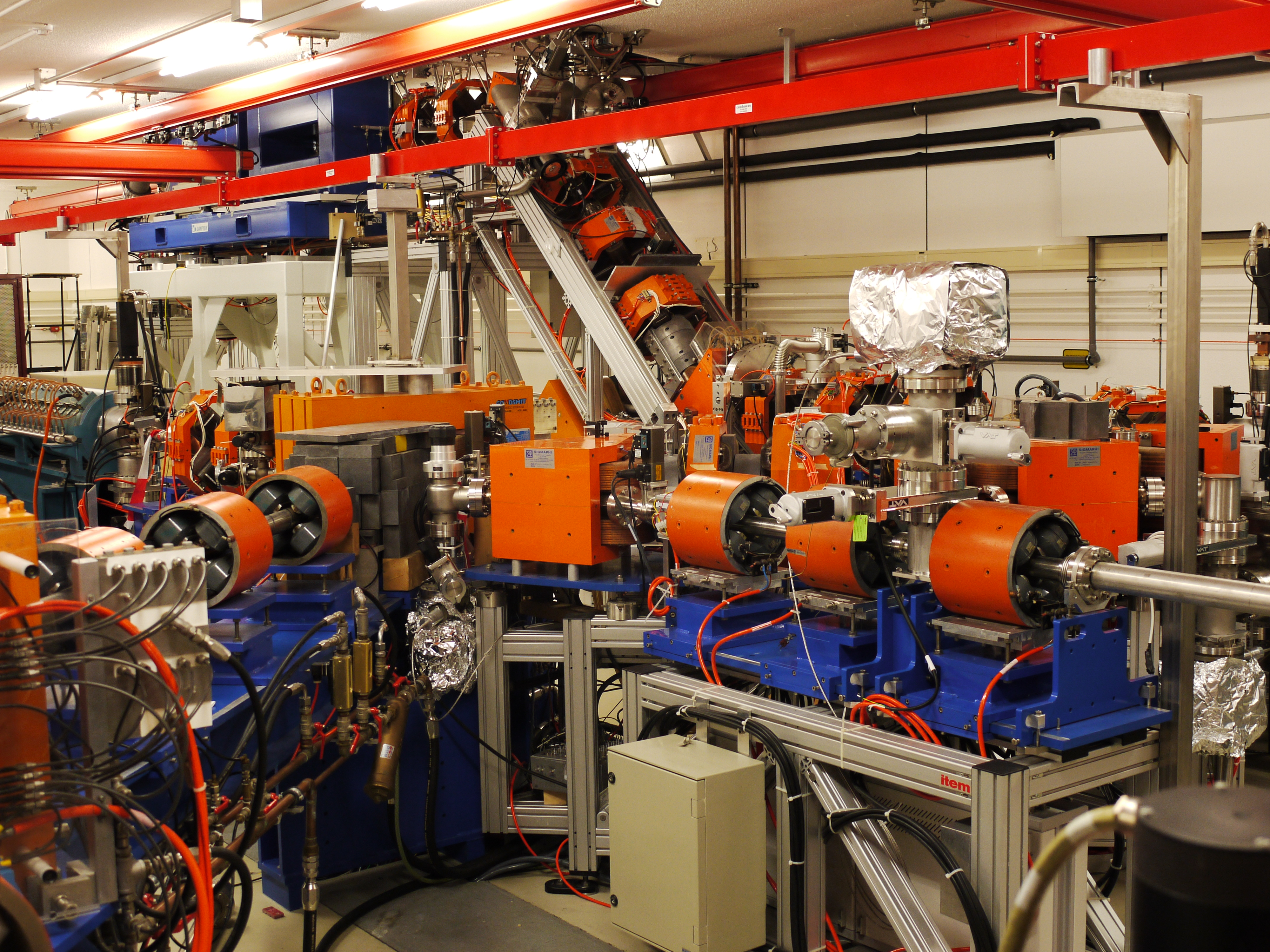
Làser d'electrons lliures FELIX (FOM Institute for Plasma Physics Rijnhuizen, Nieuwegein)

## Història

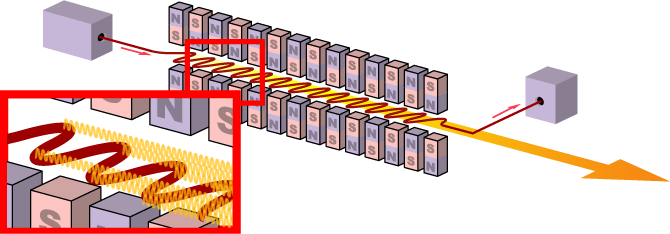
Diagrama d'operació del FEL

El làser d'electrons lliures va ser inventat per John Madey; el primer prototip va ser construït a la Universitat Stanford en 1976. La inspiració per a l'invent va sorgir de la investigació realitzada per Hans Motz sobre els camps magnètics periòdics coneguts com wigglers o onduladors, crucials per generar el medi actiu del làser d'electrons. Madey va utilitzar un feix d'electrons amb una energia de 24 MeV i un wiggler de 5 m de longitud per amplificar la radiació. Al cap de poc temps altres laboratoris van començar a construir més làsers d'aquest tipus. El 1992 es va començar a considerar la possibilitat de construir un FEL de raigs X. El 2009 va començar a funcionar el primer, LCLS (LINAC Coherent Light Source) al Laboratori Nacional d'Acceleradors SLAC (Califòrnia). El 2011, es va posar en marxa el SACLA (SPring-8 Angstrom Compact Free Electron Laser) al Japó, mentre que un tercer, el XFEL Europeu, es troba en construcció a Alemanya.

## Components d'un làser d'electrons lliures

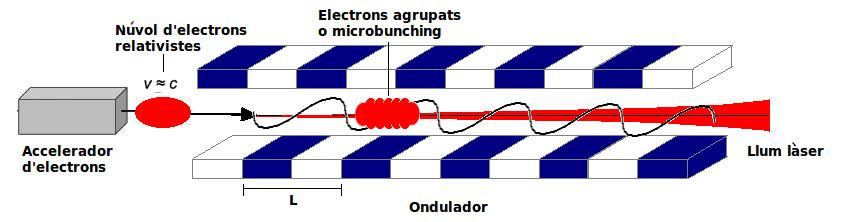
Esquema d'un làser d'electrons lliures

### Font d'electrons relativistes
Els principals acceleradors de partícules emprats com a font d'electrons relativistes en el FEL són quatre: Accelerador nuclear electroestàtic, anells d'emmagatzematge, accelerador lineal d'inducció (LINAC) i accelerador lineal de ràdio-freqüència (RF).
|                | Energia del feix d'electrons | Longitud del pols de llum | Longitud d'ona de la radiació emesa |
| -------------- | ---------------------------- | ------------------------- | ----------------------------------- |
| Electroestàtic | 1-10 MeV                     | 1-20 μs                   | mm a 0.1 mm                         |
| LINAC          | 1-50 MeV                     | 10-100 ns                 | cm a μm                             |
| Anells         | 0.1-10 GeV                   | 30 ps-1 ns                | 1 μm a nm                           |
| RF lineal      | 0.01-25 GeV                  | 0.1-30 ps                 | 100 μm a 0.1 nm                     |

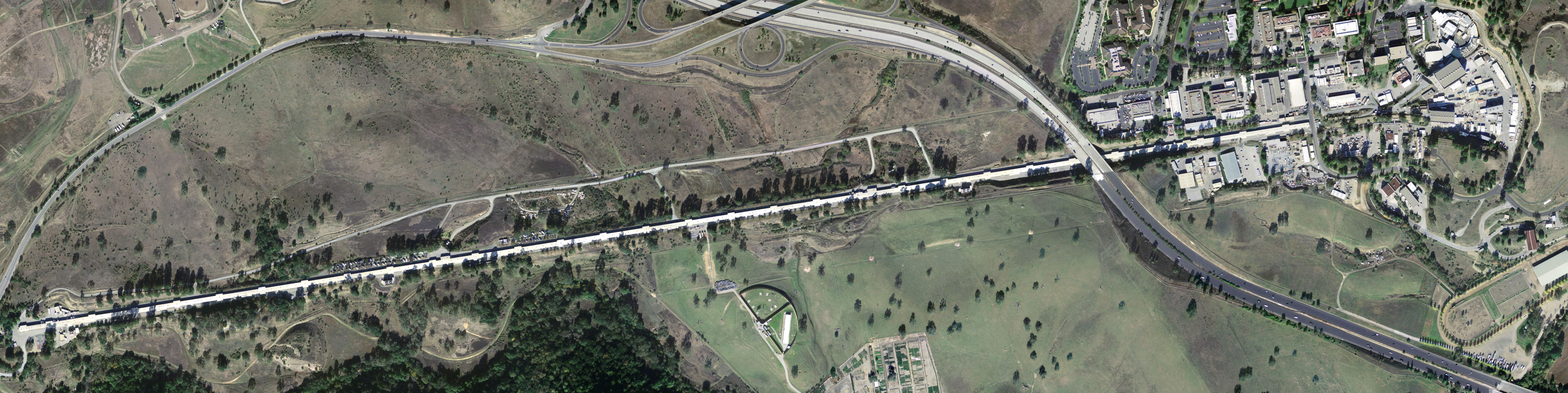
LINAC a Stanford

D'aquests a la pràctica només en destaquen dos: LINAC i RF lineal, ja que ofereixen els pics més alts de potència.

### Ondulador o wiggler

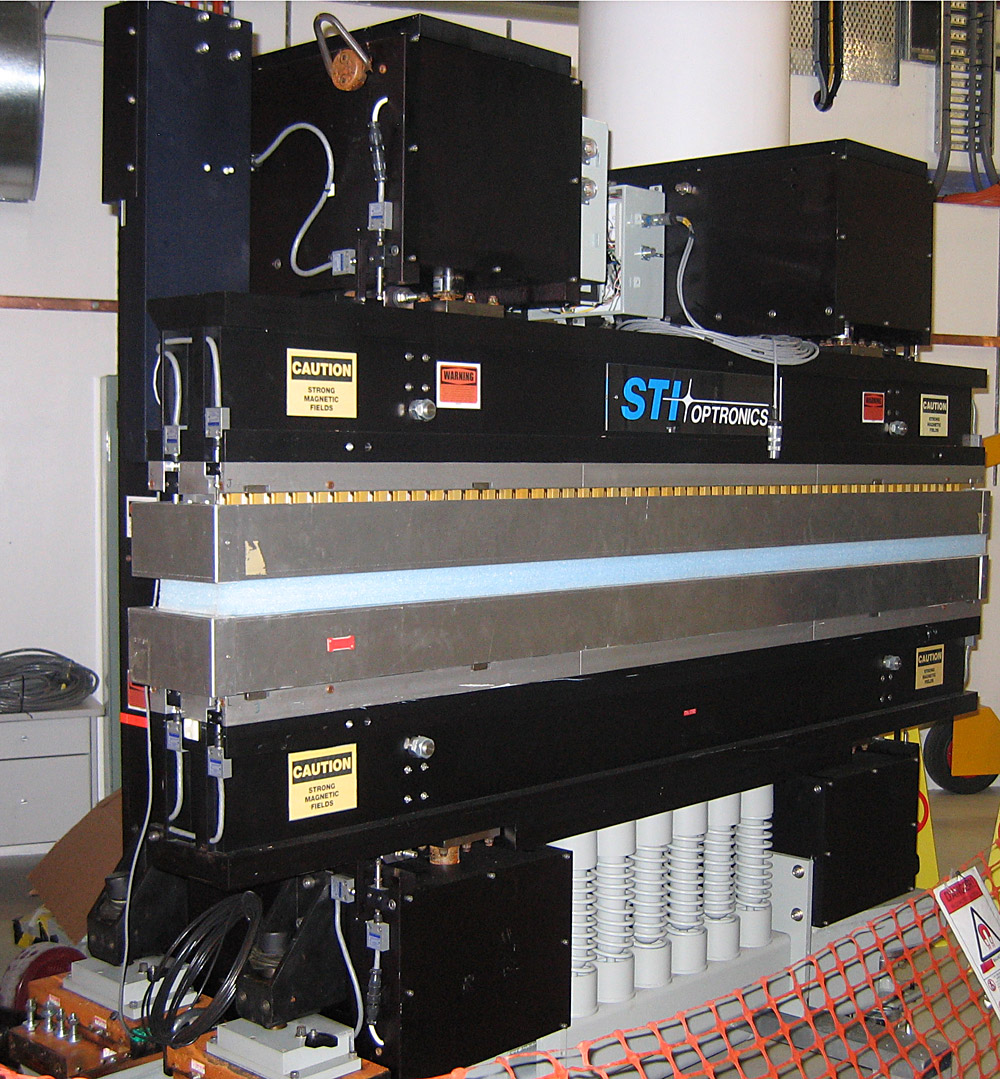
Ondulador pla

Per tal que els electrons emetin radiació cal que els sotmetem a una força externa. Això s'aconsegueix fent passar el feix per un camp magnètic creat per un sistema anomenat ondulador (undulator) (si el feix es manté col·limat al voltant de l'eix del moviment dels electrons) o wiggler (si el feix divergeix a mesura que els electrons s'allunyen de l'entrada d'aquest). A l'hora de construir un làser interessa que el feix estigui tan concentrat com sigui possible sobre l'eix per tant l'ondulador és la millor opció per a la majoria de FEL.
Un ondulador està format per dues files paral·leles d'imants amb polaritat alternada (Vegeu figura esquema ondulador pla). Aquesta diferència de polaritats fa que en cada imant el sentit de la força exercida sobre els electrons canviï de sentit, aconseguint un moviment oscil·latori en la direcció perpendicular a la del moviment.
Existeixen dos tipus d'onduladors depenent de la direcció del camp magnètic que creen. Així parlarem d'ondulador helicoidal si el camp té dues components (el moviment de l'electró resulta en una trajectòria helicoidal donat que la polaritat entre dos imants contigus canvia 90°) i d'ondulador pla si només en té una, perpendicular al moviment dels electrons (el moviment de l'electró és sinusoidal, la polaritat entre dos imants contigus difereix en 180°). En aquest últim, els imants es col·loquen alternant-ne de positius i negatius en dues fileres paral·leles, formant així una estructura que crea un camp de magnitud constant que alterna el seu signe seguint la periodicitat dels canvis de polaritat dels magnets, distància que s'anomena període de l'ondulador, λu.

## Teoria bàsica del làser d'electrons lliures
Per tal d'entendre els principis bàsics d'un FEL cal tenir en compte el comportament dels electrons en el marc de la relativitat especial sota la influència d'un camp magnètic. Un electró accelerat a velocitats properes a la de la llum en el buit no emet radiació, no obstant la presència d'un camp magnètic indueix una acceleració en la partícula que no es pot traduir en un canvi de mòdul de la seva velocitat i que per tant força la partícula a emetre radiació sincrotró (Si la velocitat de l'electró no és relativista aquest emet radiació ciclotró). Això és degut al fet que aquest camp no pot fer treball sobre la partícula donat que la velocitat d'aquesta i la direcció del camp són perpendiculars.
Una de les principals característiques d'aquest tipus de radiació és la seva direccionalitat: quasi tota la intensitat està concentrada en la direcció del moviment de l'electró i per davant d'aquest.
En el làser d'electrons lliures l'ondulador és el sistema que fa que l'electró emeti fotons amb una periodicitat igual a la periodicitat d'aquest, λu. A mesura que la partícula emet fronts d'ona aquests es van expandint fins que avancen el mateix electró (la velocitat de l'electró sempre serà inferior a la de la llum emesa). La superposició de tots els fronts d'ona emesos és el que un observador extern rep i, degut a l'efecte Doppler relativista, la longitud d'ona de la llum làser obtinguda no coincideix amb la longitud d'ona de la radiació emesa per l'electró. Es pot comprovar que la relació entre ambdues segueix la següent expressió:
{\displaystyle \lambda (\theta )\equiv {\frac {\lambda _{u}}{2\gamma ^{2}}}(1+{\frac {K^{2}}{2}}+\gamma ^{2}\theta ^{2})}
λ(θ)= Longitud d'ona de la radiació làser en funció de l'angle d'observació θ, θ=0 equival a mirar en l'eix del moviment de l'electró.
λu = Longitud d'ona de la radiació emesa per l'electró. (Periodicitat de l'ondulador)
γ = Factor de Lorentz de la relativitat especial (v és la velocitat de l'electró i c la velocitat de la llum en el buit): {\displaystyle \gamma \equiv {\frac {1}{\sqrt {1-{\frac {v^{2}}{c^{2}}}}}}}
K= 0.9336Boλu [T·cm] Paràmetre de desviació (Propi de cada ondulador). Bo és el mòdul del camp magnètic creat per l'ondulador.
Per tant, és possible obtenir un ampli rang de longituds d'ona simplement canviant la intensitat del camp magnètic o l'energia dels electrons. Aquesta propietat fa el FEL únic d'entre tota la resta de làsers.

## Obtenció de radiació coherent
Amb el sistema descrit anteriorment obtindríem llum natural (emissió espontània) d'una longitud d'ona concreta, ja que cada electró del feix emetria fronts d'ona amb la mateixa longitud d'ona però amb diferent fase. Per tal d'aconseguir que tots els electrons emetin en fase (emissió estimulada) cal amplificar la radiació emesa d'alguna manera. Per tal d'aconseguir-ho existeixen tres mecanismes principals dos d'ells basats en el que es coneix com a "microagrupament" o microbunching.
- Cavitat ressonant

Cavitat ressonant en un ondulador helicoidal

Aquest mètode consisteix a afegir dos miralls a l'entrada i la sortida de l'ondulador per tal que la radiació emesa es reflecteixi diverses vegades entre els dos miralls, amplificant així nous fronts d'ona durant el seu recorregut. Un dels miralls té reflectivitat del 100% impedint qualsevol pèrdua, mentre que en el segon aquesta és del 99% per deixar sortir el que serà pròpiament la llum làser. Aquest mètode no és adequat per a longituds d'ona curtes (Raig X per exemple), ja que es necessitarien miralls de molta alta qualitat per aguantar uns impulsos tan energètics (L'energia dels raigs X va d'un centenar de eV a desenes de MeV).
- FEL alimentat (de l'anglès seeded)

En aquest cas es pot demostrar que si es proporciona un impuls extern amb una longitud d'ona lleugerament superior a la que rep l'observador deguda a l'emissió dels electrons, comença un procés d'amplificació (els electrons transfereixen energia a les ones electromagnètiques). A més, com que aquest camp extern crea un nou camp electromagnètic que exerceix una força de Lorentz sobre els electrons i els obliga a agrupar-se en petits grups (seguint la periodicitat de l'ondulador) aquests emeten en fase deguda la seva proximitat. De nou aquest mètode no és factible per a radiació molt energètica, ja que no existeixen encara fonts d'alimentació adequades.
- SASE (Self amplified spontaneous emission) FEL

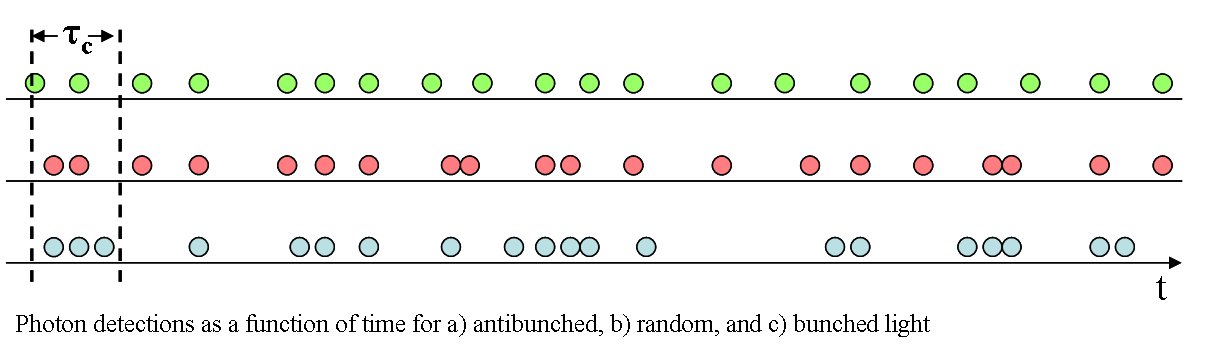
Microagrupament d'electrons

Aquest últim és el més emprat per als làsers d'electrons lliures de raigs X o XFEL. La idea bàsica és utilitzar la mateixa radiació emesa com a amplificador. Donat que els raigs X poden ser extremadament energètics, la força de Lorentz que aquesta radiació espontània exercirà sobre els mateixos electrons serà de gran magnitud. Aquests s'agruparan en un espai encara més petit, creant el que s'anomenen microagrupaments o microbunches. De nou, degut a la seva proximitat emetran radiació coherent (de la mateixa fase) la intensitat de la qual s'anirà incrementant a mesura que s'avança en la longitud de l'ondulador (a mesura que ens apropem al final de l'ondulador tenim més i més grups d'electrons que emeten en fase).
És interessant notar que per a obtenir un FEL alimentat es necessiten uns 30m en la longitud de l'ondulador mentre que en el cas del SASE FEL són necessaris més de 150m d'ondulador.

## Principals aplicacions del làser d'electrons lliures
Donada la seva gran capacitat de sintonització el FEL és àmpliament utilitzat en l'àmbit de recerca científic i algunes de les seves aplicacions directes ja es poden trobar en medicina o nanofabricació. En el primer cas, la capacitat del làser operat en el rang de l'infrarroig per destruir teixits biològics amb un mínim dany col·lateral el fa òptim per tractar tumors o operacions oftalmològiques. És també destacable la seva capacitat per fondre greixos, propietat aplicable en els casos de cel·lulitis, acne, etc.
En l'àmbit de la nanofabricació, el cas més important és el del làser operat en el rang dels raigs X, ja que permet la construcció d'estructures nanomètriques amb molta definició.

### Usos militars
L'Armada dels Estats Units està avaluant la tecnologia de làsers d'electrons lliures com míssils i armament antiaeri. S'ha fet molt progrés a elevar la potència del làser, fins a arribar per sobre dels 14kW. Es creu possible poder construir làsers compactes d'una potència de multimegawatts per a fins militars. El 2009 l'Oficina d'Investigació Naval va anunciar que havia concedit a Raytheon un contracte per al desenvolupament d'un FEL experimental de 100 kW. El març de 2010, la companyia Boeing va concloure un disseny inicial per a la Armada dels Estats Units; La finalització del prototip capaç d'operar a plena potència està prevista per al 2018.

### Ciència de materials i biologia

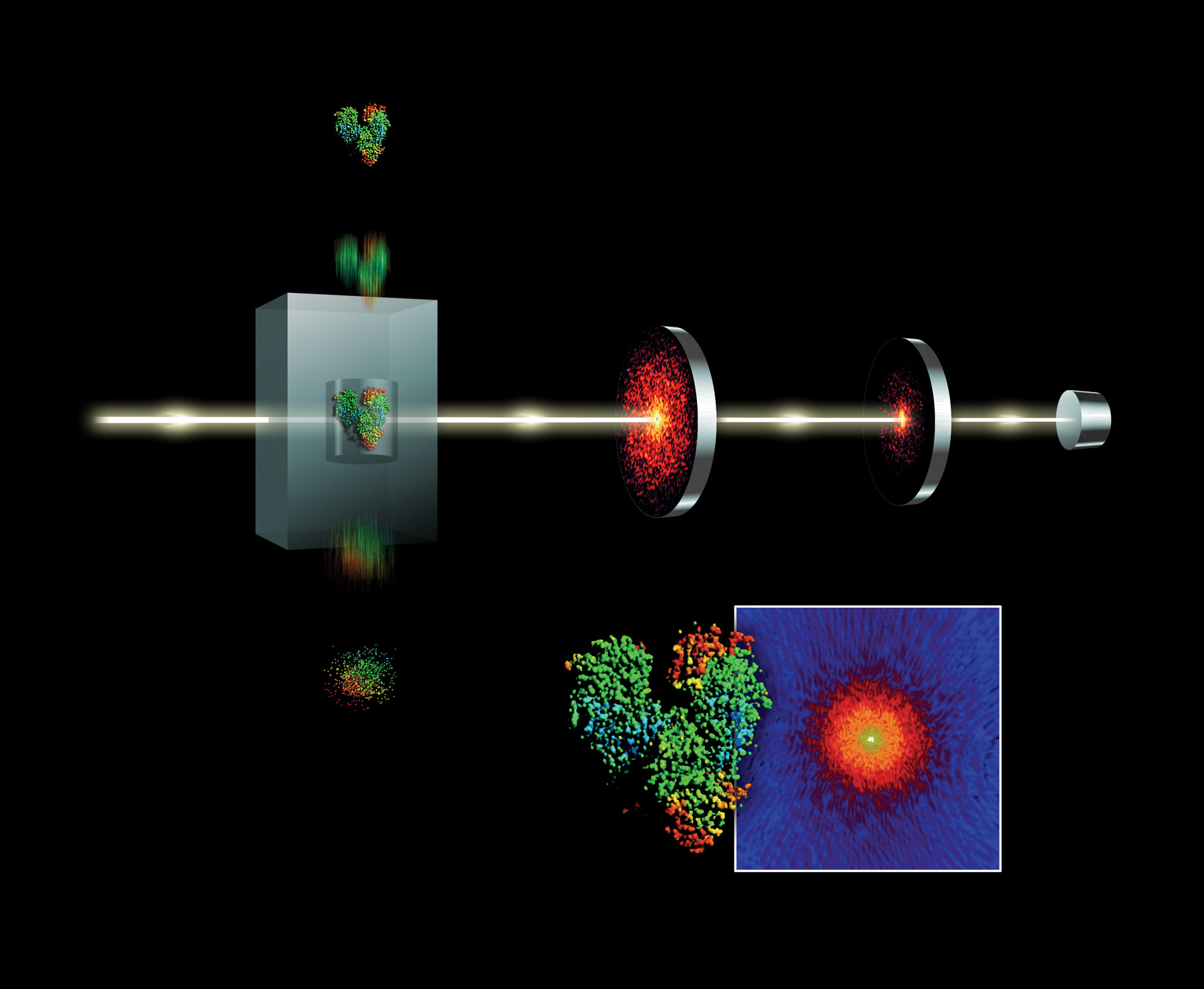
Reconstrucció de lestructura tridimensional duna molècula en un FEL de raigs X (simulació). Amb un pols d'unes poques desenes de femtosegons és possible generar un patró de difracció abans de la total destrucció de la molècula pel feix.

A llargades d'ona llargues, els làsers d'electrons lliures s'utilitzen per explorar propietats dinàmiques de materials lluny d'estats d'equilibri. S'han obtingut resultats importants en electroòptica, disciplina que estudia el canvi de les propietats òptiques dels materials sotmesos a un camp elèctric intens, control d'estats quàntics coherents dels electrons, d'importància per al desenvolupament de la computació quàntica, i física de materials.
En el règim de l'espectre ultraviolat destaquen les aplicacions en el camp de la microscòpia electrònica d'emissió, en què el feix làser s'utilitza per excitar fotoelectrons de la superfície de diversos materials; l'anàlisi d'aquests electrons resulta en informació important sobre les propietats de la superfície, que resulten importants per a aplicacions nanotecnològiques.
Els feixos ultraviolats i de raigs X de femto i picosegons de durada s'utilitzen per investigar en detall reaccions químiques i transicions entre estats atòmics i moleculars que tenen lloc en una escala temporal semblant a la durada del pols del làser.
El 2011 es van reconstruir les primeres imatges de l'estructura tridimensional de macromolècules biològiques a partir dels patrons de difracció de partícules víriques i nanocristalls de proteïnes al FEL de raigs X de Stanford. Aquests experiments són difícils o impossibles de realitzar en altres fonts de raigs-X, com els sincrotrons, massa febles per produir difracció a partir de mostres de tan petita mida.

### Làsers de raigs X atòmics
Els làsers d'electrons de raigs X possibiliten l'obtenció de llum làser d'alta energia mitjançant el procés d'inversió de població generat per la ionització dels electrons de l'orbital atòmic de major energia. Aquest procés, descrit teòricament el 1967, es va demostrar per primera vegada disparant a una càpsula de neó amb un feix de raigs X del LCLS. El resultat és un feix molt monocromàtic, amb una longitud d'ona de 1,46 nm amb coherència espacial i temporal. Aquest tipus de làsers atòmics poden ser molt útils per a experiments espectroscòpics d'alta resolució i estudis d'efectes òptics no lineals.

## FEL en el món
Actualment hi ha 21 FEL construïts i 19 en construcció o projectats. La majoria es troben a Europa (8) i USA (6) seguits del Japó (4).
El projecte europeu més ambiciós en construcció és l'XFEL a Hamburg (Alemanya), projecte en el qual participen fins a 12 països de la Unió Europea.